# Ричард Ленски
Ричард Е. Ленски (енгл. Richard E. Lenski; 13. август 1956) је амерички еволуциони биолог. Син је социолога Герхарда Ленског. Дипломирао је на колеџу Оберлин 1976, а докторирао на Универзитету Сјеверне Каролине 1982. Сарадник је у Америчкој академији за микробиологију и Америчкој академији наука и умјетности. Тренутно предаје микробиолошку екологију на Универзитету Мичиген. Године 2006. изабран је у Националну академију наука САД.

## Научни рад
Ленски је најпознатији по свом Дугорочном експерименту еволуције Ешерихије коли (енгл. E. coli long-term evolution experiment, LTEE). У питању је студија у току из области еволуционе биологије, а која прати генетичке промјене у 12 скоро идентичних популација бесполне бактерије Ешерихија коли почев од 24. фебруара 1988. Експеримент је до сада показао једну прилично упадљиву адаптацију, односно еволуцију једног соја Е. коли бактерије који је развио могућност да се храни лимунском киселином из хранљивог раствора.

## Одговор на креационистичка оспоравања
Средином 2008. године, Ендру Шлафли, оснивач и власник Конзервапедије, конзервативне хришћанске вики енциклопедије, писао је Ленском изразивши сумњу у резултате експеримента. Шлафли је затражио од Ленског све податке о експерименту, како би могао да их проучи. Кореспонденција која је вођена између Ленског и Шлафлија путем електронске поште, објављена је јавности. Одговор Ленског сматра се једним од најбољих одговора на креационистичке аргументе до данашњег дана, дневне новине Дејли телеграф су га назвале једним од највећих и најсвеобухватнијих осрамоћивања у научним расправама.
Дијалог Ленског и оснивача конзервапедије је забиљежен у књизи Ричарда Докинса The Greatest Show on Earth: The Evidence for Evolution у одломку који се тиче Ленскијевог истраживања.